# Mémoire holographique
La mémoire holographique est une technique de mémoire de masse utilisant l'holographie pour stocker de hautes densités de données dans des cristaux ou des polymères photosensibles.
La mémoire holographique est souvent désignée comme étant la prochaine génération de stockage optique des données. En effet, les techniques utilisées pour les CD ou les DVD atteignent leurs limites physiques (à cause de la taille des rayons d'écriture limitée par la diffraction). L'holographie permet d'utiliser le volume du support au lieu de se limiter à la surface pour enregistrer des données. De plus, les données peuvent être multiplexées dans le volume d'enregistrement en ajoutant un angle au faisceau enregistreur par rapport au faisceau de référence, ou encore en modifiant sa fréquence ou sa phase.

## Historique
Les principes de l’holographie sont connus depuis 1947 et l’idée de stocker des données dans des hologrammes a germé dès les années qui suivirent cette découverte, notamment avec l'introduction des premiers centres de calculs universitaires de la fin des années 1960. Les premiers dispositifs de stockage pour systèmes d’information qui expérimentent ce principe sont par contre récents.
Au milieu des années 1990, notamment sous l’impulsion de la DARPA (Defense Advanced Research Project Agency), de grands laboratoires comme ceux d’IBM et de Lucent Technologies et plus récemment Imation ont intensifié les recherches dans ce domaine.
Au début des années 2000, les trois principales compagnies impliquées dans le développement de la mémoire holographique étaient InPhase Technologies, Aprilis (un spinoff de Polaroid) et Optware au Japon.
Bien que la mémoire holographique soit un sujet de discussion depuis les années 1960 et soit pressentie pour une commercialisation imminente depuis 2001, cette technologie cherche encore sa niche. Au début des années 2000, certains croyaient qu’elle pourrait s’imposer pour les applications ayant besoin d’une grande vitesse d’accès aux informations mais, là encore, ce n’est toujours pas le cas.
Au National Association of Broadcasters de 2005 à Las Vegas, InPhase a présenté un premier prototype d’un périphérique de stockage commercial au kiosque de la Maxell Corporation of America. Cependant, après plusieurs annonces et délais en 2006 et 2007, aucun produit n’a été commercialisé et InPhase a déclaré faillite en 2010 après avoir investi 100 millions de dollars dans le développement de la mémoire holographique,.

## Concept
Comme pour les CD ou les DVD, les mémoires holographiques peuvent être en lecture seule (si le média subit une altération irréversible) ou réinscriptible (si l'altération est réversible). Les mémoires réinscriptibles peuvent être conçues en utilisant l'effet photoréfractif des cristaux:
- Deux sources de lumière cohérentes créent des interférences dans le média. Ces deux sources sont le faisceau de référence et le faisceau de données.
- Là où les interférences sont constructives, la zone est brillante et les électrons peuvent passer de la bande de valence à la bande de conduction.
- Les électrons dans la bande de conduction sont libres de se déplacer dans le matériau et sont soumis à deux forces opposées. La première force est la force de Lorentz qui tend à les retenir près des trous qu'ils ont créé lors de leur passage à la bande de conduction. La deuxième est la force de diffusion qui tend à les amener dans les zones où ils sont moins nombreux, c'est-à-dire dans les zones sombres.
- Le rapport entre ces deux forces détermine la force de l'hologramme.
- Dès que des électrons ont migré dans les zones sombres, il se crée un champ électrique entre les zones sombres et les zones claires. Ce champ électrique induit un décalage de l'indice de réfraction du matériau.

Pour lire les données enregistrées, on utilise le faisceau de référence. On éclaire le média avec ce faisceau et la variation de l'indice de réfraction le sépare en deux et recrée le faisceau incident qui avait servi à écrire les données. Ce faisceau est lu par un système optique pour être converti en signaux numériques.

## Dispositif pour l'enregistrement et la lecture

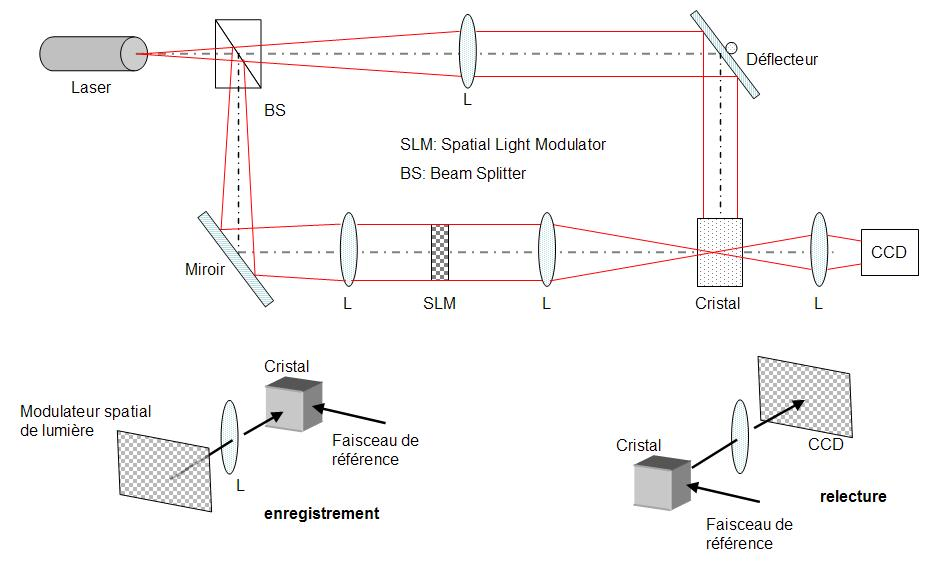
Mémoire holographique

Un faisceau laser est séparé à l'aide d'un cube séparateur (Beam Splitter) en deux faisceaux respectivement appelés « faisceau de référence » et « faisceau objet ». Le faisceau référence dans l'axe d'un réflecteur comme présenté sur la figure.

### Écriture
Pour l'enregistrement, le faisceau est agrandi par les lentilles (L), afin d'illuminer complètement un modulateur spatial de lumière (SLM) (en réalité un panneau LCD, ressemblant à une sorte de grille, où les cases « opaques » et « transparentes » représentent respectivement les « 0 » et les « 1 » de l'information à stocker).
Le but est de transférer les données au faisceau objet sous forme d'une page de pixels; ce faisceau objet est ensuite focalisé sur le cristal photosensible où il interfère avec le faisceau de référence qui, lui, a subi une réflexion sur un déflecteur (à position angulaire programmable). De cette interaction naît un motif d'interférences qui modifie les propriétés physico-chimiques du cristal. Le fait de changer l'angle d'attaque du rayon, sa longueur d'onde ou la position sur le support vont permettre de stocker une grande quantité d'informations dans un faible volume.

### Lecture
À la lecture, l'éclairement par le faisceau de référence (suivant les angles d'enregistrement) conduit à une diffraction de la lumière qui reconstruit le faisceau objet avec sa page de données (avec une commutation des pages par orientation des angles); il ne reste plus qu'à diriger le faisceau sur la caméra CCD, qui capture instantanément la page digitale, la décode et transmet l'information à un ordinateur.

## Superposition d'hologrammes dans un cristal photoréfractif
L'enregistrement de plusieurs hologrammes requiert l'utilisation de cristaux photoréfractifs qui allient une qualité optique à une excellente stabilité temporelle de leurs caractéristiques (un enregistrement fonctionnerait sans dégradation apparente pendant plus de 10 ans). Selon Gilles Pauliat et Gérald Roosen, une fois le premier hologramme inscrit, on peut présenter au cristal une seconde figure d'interférence ; le premier hologramme s'effacera pendant que le second se construira, jusqu'à ce que les efficacités de diffraction des hologrammes soient identiques, et ainsi de suite jusqu'à N.
La variation d'indice de chacun des hologrammes est au maximum égale à la variation d'indice maximale que l'on peut induire dans le matériau divisée par le nombre N d'hologrammes.
L'efficacité de diffraction décroît en première approximation comme l'inverse de N2 (pour N grand). Cette décroissance constitue l'une des limites à l'obtention de très hautes capacités. En contrepartie, le temps nécessaire pour inscrire l'ensemble des N hologrammes est le même que celui nécessaire pour inscrire un seul hologramme à saturation.
Pour un cristal de BaTiO(3),dopé Co, à la longueur d'onde de 532 nm et pour une puissance optique de 10 mW/cm2, un seul hologramme à saturation s'inscrit en 25 s. Quand on inscrit 100 hologrammes, le temps nécessaire à la gravure de chacun chute donc à 250 ms.
Les hologrammes peuvent être effacés par un éclairement uniforme du cristal qui est alors prêt à recevoir de nouvelles données. Il est également possible d'effacer sélectivement l'une des images enregistrées en éclairant le matériau avec la figure d'interférence utilisée lors de l'enregistrement, mais en introduisant un déphasage supplémentaire uniforme de {\displaystyle \pi } sur le faisceau objet. Les hologrammes peuvent être rafraîchis avant leur effacement total, ou fixés définitivement par un traitement thermique approprié du cristal.

## Capacités
On peut en théorie enregistrer un bit dans un cube dont les côtés ont la taille de la longueur d'onde des rayons incidents. Par exemple, avec un laser hélium-néon dont la longueur d'onde est de 632,8 nm (lumière rouge), on pourrait théoriquement enregistrer environ 470 Mio dans un millimètre cube. Les principaux facteurs qui limitent cette densité sont :
- le besoin de correction d'erreur ;
- le besoin de pallier les imperfections ou les limitations des systèmes optiques ;
- le coût.

## Dans la science fiction
- Dans la saga des Odyssées de l'espace d'Arthur C. Clarke, adaptée au cinéma par Stanley Kubrick, les fonctions évoluées de l'intelligence artificielle HAL 9000 sont codées dans des mémoires holographiques. Visibles lorsque l'astronaute Dave Bowman les extrait pour neutraliser HAL devenu dangereux, elles apparaissent sous la forme de cristaux parallélépipédiques transparents.
- Dans le film H2G2 : Le Guide du voyageur galactique, Zaphod Beeblebrox visionne une vidéo stockée dans un cristal holographique pour présenter son projet de se rendre sur la planète Magrathéa.